# Константин фон Монаков
Константин фон Монаков е руско-швейцарски невропатолог.

## Биография
Роден е на 4 ноември 1853 година в Бобрецово, Вологодска област, Руска империя. Учи в Цюрихския университет, докато работи като асистент в болницата Бургхьолцли, управлявана от Едуард Хитциг (1839 – 1907). След завършването си е асистент в Св. Пирминсберг, където извършва научни изследвания на мозъчната анатомия. През 1885 г. се завръща в Цюрих, където по-късно става директор на Института за мозъчна анатомия. През 1917 г. основава Швейцарските архиви за неврология и психиатрия и е техен главен редактор до смъртта си през 1930 г.

## Избрани публикации
- Pathologie du cerveau, на немски: Gehirnpathologie (1897)
- Über Lokalisation der Hirnfunktion (1910)
- La localisation de l'encephale et la dégradation fonctionelle par des lésions circonscrites du cortex cérébral, на немски: Die Lokalisation im Grosshirn und Abbau der Funktion durch kortikale Herde (1914)
- Gefuhl, Gesittung und Gehirn, (1916)
- Psychiatrie und Biologie, (1919)
- Schizophrenie und Plexus chorioidei (в съавторство с Китабаяши), 1919